# Theologische Universiteit Utrecht

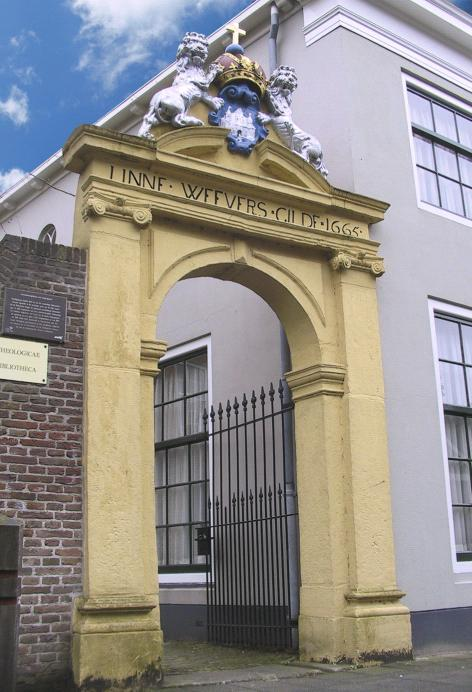
Het Linnenweverspoortje uit 1665 vormt de toegang tot de universiteitsbibliotheek.

De Theologische Universiteit Utrecht is de theologische opleiding die uitgaat van de Nederlandse Gereformeerde Kerken en voorheen van de Gereformeerde Kerken vrijgemaakt. Deze was sinds 1854 gevestigd in Kampen, sinds medio 2023 worden alle colleges in Utrecht gegeven.
Toen de universiteit in Kampen was gevestigd, werd deze wel aangeduid met het achtervoegsel "(Broederweg)", naar de straatnaam waar deze gelegen was, of "Kampen II". Dit was ter onderscheiding van de andere theologische universiteit in dezelfde plaats: de Theologische Universiteit Kampen (Oudestraat) of "Kampen I", die van 2007 tot de sluiting in 2012 officieel Protestantse Theologische Universiteit vestiging Kampen heette.

## Geschiedenis
In 1854 stichtte de synode van Zwolle van de Christelijke Afgescheiden Gereformeerde Kerk de Theologische School te Kampen. De eerste docenten die werden benoemd waren A. Brummelkamp, Helenius de Cock, T.F. de Haan en S. van Velzen. In 1882 werd door de Christelijk Gereformeerde synode van Zwolle de docenten Herman Bavinck, L. Lindeboom en D.K. Wielenga benoemd.
In 1892 vond de 'vereniging' plaats van de Christelijke Gereformeerde Kerk met de Nederduits Gereformeerde Kerken tot de Gereformeerde Kerken, waardoor deze kerk twee theologische opleidingen heeft: de school in Kampen en de Vrije Universiteit Amsterdam (faculteit Godsgeleerdheid). In 1939 werd de naam van Theologische School veranderd in Theologische Hogeschool.
In 1902 besloot de synode van Arnhem tot samensmelting van de Theologische School met de Theologische Faculteit van de Vrije Universiteit te Amsterdam. Ter wille van de minderheid (die het beding: “dat de Kerk geroepen is eene eigene inrichting te hebben tot opleiding harer Leeraren, ten minste wat de Godgeleerde Vorming van dezen betreft” van 1892 geschonden zag) werd het besluit niet uitgevoerd. Daarop vertrokken de hoogleraren dr. H. Bavinck en P. Biesterveld met vele studenten naar de Vrije Universiteit.
De synode van Amsterdam wijzigde in 1936 de naam in: de Theologische Hogeschool van De Gereformeerde Kerken in Nederland. Het ‘promotierecht’ werd echter door de generale synode niet erkend.
De schorsing en afzetting van prof. dr. K. Schilder en de schorsing van emeritus-hoogleraar dr. S. Greijdanus in 1944 onder de beschuldiging van openbare scheurmaking (art. 80 K.O.) leidde binnen de Gereformeerde Kerken in Nederland tot een afsplitsing van de Gereformeerde Kerken vrijgemaakt. De vrijgemaakten (Schilder en Greijdanus voorop) waren het niet eens over bepaalde leeruitspraken over doop en genadeverbond die de gereformeerde synode in 1942 had uitgevaardigd. 
Na deze Vrijmaking van 1944 bleef de Amsterdamse Vrije Universiteit in handen van de Gereformeerde Kerken in Nederland, en werd de Theologische Hogeschool gesplitst in de Theologische Hogeschool Kampen (Oudestraat) voor de Gereformeerde Kerken in Nederland, en de Theologische Hogeschool Kampen (Broederweg) voor de Gereformeerde Kerken vrijgemaakt. De hoogleraren Greijdanus en Schilder en de lector dr. R.J. Dam behielden hun aanstelling aan de Theologische Hogeschool aan de Broederweg. Het jaar daarop vulde de eerste (voorlopige) generale synode na de Vrijmaking de aan de hogeschool ontstane vacatures op en erkende haar promotierecht.
In 1969 besloot de synode tot uitbreiding van het aantal hoogleraren. Een afzonderlijke leerstoel voor Ethiek werd gesticht.
Aanwijzing (‘erkenning’) van de hogeschool als instelling van wetenschappelijk theologisch onderwijs (Koninklijk Besluit van 8 maart 1975, Stb. 109) verkreeg de hogeschool in 1975.
In 1987 wijzigde de synode van Spakenburg-Noord de naam in: de Theologische Universiteit van De Gereformeerde Kerken in Nederland.

### Verhuizing
In mei 2012 presenteerde de raad van toezicht van de TU een rapport waarin de wens wordt geuit onderdak te zoeken in een grotere universiteitsstad waar al een universitaire theologieopleiding is. De Rijksuniversiteit Groningen en de Vrije Universiteit Amsterdam werden als opties genoemd. Er waren in 2016 plannen om de TU samen met de Theologische Universiteit te Apeldoorn van de Christelijke Gereformeerde Kerken op te laten gaan in een nog op te richten gezamenlijke universiteit. Dit plan ging niet door toen de synode van de Christelijke Gereformeerde Kerken in 2017 het plan wegstemde.
De verhuizing naar een grotere universiteitsstad kwam daarna opnieuw ter sprake. In september 2021 werd alsnog het besluit genomen de Theologische Universiteit in de jaren 2022-2024 gefaseerd te verhuizen naar Utrecht om een nauwere samenwerking met andere opleidingen mogelijk te maken. Hiermee werd de universiteit de laatste instelling voor hoger onderwijs die uit de voormalige studentenstad Kampen vertrok.

### Fusie GKV en NGK
Per 1 mei fuseerden de Gereformeerde Kerken (vrijgemaakt) en de Nederlands Gereformeerde Kerken tot de Nederlandse Gereformeerde Kerken. Al voor de fusie was de universiteit de predikantsopleiding van beide kerkgenootschappen.

### Schooldag
Ieder jaar op de eerste maandag van september vindt de opening van het academisch jaar plaats. Later deze maand is de jaarlijkse Schooldag, een open dag. Tot 2008 vond deze altijd plaats op de laatste woensdag van september; sinds 2009 is het de laatste zaterdag van september geworden. Bijzonder hierbij is dat hier niet alleen veel studenten, medewerkers en hun familie komen, maar ook velen van de achterban (in 2007 ongeveer 5000 mensen).
Rector Roel Kuiper maakte in april 2018 bekend dat er een einde kwam aan de Schooldag. Het bezoekersaantal was inmiddels gedaald tot ongeveer vijfhonderd. De universiteit kwam daardoor tot de conclusie dat een dergelijke "toogdag" niet meer aan het doel beantwoordt.

## Hoogleraren
- Erik de Boer, Kerkgeschiedenis na 1800, Kerkrecht, Gemeenteopbouw (sinds 2015)
- Ad de Bruijne, Ethiek (sinds 2008)
- Jaap Dekker, bijzonder hoogleraar 'Bijbelonderzoek en christelijke identiteit', Henk de Jong leerstoel (sinds 2018)
- Sabine Hiebsch, bijzonder hoogleraar op de KooimanBoendermaker leerstoel voor Luther en de geschiedenis van het (Nederlandse) lutheranisme (sinds 2018)
- George Harinck, Nederlandse kerkgeschiedenis (sinds 2003) (bijzonder hoogleraar)
- Rob van Houwelingen, Nieuwe Testament (sinds 2002)
- Gert Kwakkel, Oude Testament (sinds 1994)
- Roel Kuiper, buitengewoon hoogleraar ‘Christelijke identiteit in maatschappelijke praktijken' (sinds 2014)
- Stefan Paas, missiologie (sinds 2014)
- Jan van der Stoep, bijzonder hoogleraar christelijke filosofie namens de Stichting voor Christelijke Filosofie
- Hans Burger, Systematische Theologie (sinds 2022)

#### Emeritus hoogleraren (selectie)
- Jakob van Bruggen, Nieuwe Testament (1967-2001)
- Barend Kamphuis, Systematische theologie (1988-2015)
- Frank van der Pol, Kerkgeschiedenis vóór 1800, Symboliek (1991-2015)
- Kees de Ruijter, Praktische theologie, Homiletiek (1993-2014)
- Mees te Velde, Kerkgeschiedenis na 1800, Kerkrecht, Gemeenteopbouw (1989-2015)

#### Voormalige hoogleraren (selectie)
- Klaas Schilder (1933/1944-1952)
- Cornelis Veenhof (?-1967)
- Jaap Kamphuis (1959-1987)
- Cornelis Trimp (1970-1992)
- Jochem Douma, Ethiek (1970-1997)

## Bekende alumni
Naast diverse oud-studenten die later hoogleraar aan dezelfde universiteit werden, genieten enkele andere alumni enige bekendheid, onder wie:
- Rien van den Berg (dichter, journalist)
- Roel Bosch (predikant, schrijver)
- Corien Oranje (kinderboekenschrijver)
- Reinier Sonneveld (schrijver)
- Adrian Verbree (predikant, schrijver)
- Rikko Voorberg (voorganger)
- Tim Vreugdenhil (predikant)
- Jurn de Vries (politicus, hoofdredacteur Nederlands Dagblad)